# Triphosa depleta
Triphosa depleta là một loài bướm đêm trong họ Geometridae.